# James Bond 007: Blood Stone
«James Bond 007: Blood Stone» — мультиплатформенная компьютерная игра в жанре трёхмерного шутера с элементами аркады и стелс-экшена, выпущенная 12 ноября 2010 года. Игра разработана компанией Bizarre Creations и издана Activision, объявившей о разработке проекта 16 июля 2010 года. Игра вышла на Microsoft Windows, Nintendo DS, PlayStation 3 и Xbox 360. Роли озвучивали Дэниэл Крейг, Джуди Денч и Джосс Стоун. Это 24-я игра в серии о Джеймсе Бонде, при этом проект не является прямым продолжением ни к одной из ранее выходивших игр. Первая игра со времён «007: Everything or Nothing», для которой был придуман свой собственный сюжет. Игра поступила в продажу 2 ноября 2010 в Северной Америке и 5 ноября 2010 в Европе. Игра «GoldenEye 007» была выпущена на следующий день в обоих регионах. Игра стала последней для студии «Bizarre Creations» — она была закрыта 18 февраля 2011 года.

## Сюжет
Игра начинается с того, что Джеймс Бонд должен остановить террориста Греко, планирующего ликвидировать делегатов саммита «Большой двадцатки». Бонд успешно справляется с этим заданием и получает новую миссию. Британский биолог Малкольм Тедворт, работающий на Министерство обороны Великобритании, пропадает при невыясненных обстоятельствах, и позже его местонахождение устанавливают в Стамбуле. В Ми-6 опасаются, что Тедворт намерен продать злоумышленникам секретные данные по биологическому оружию, и Бонду поручают не допустить этого и перехватить учёного. Бонд прибывает в Стамбул и, столкнувшись с вооружёнными людьми, находя по пути живых и мертвых учёных, понимает, что Малкольм был похищен.
Он видит, как Тедворта пытает и допрашивает некто Бернин, местный криминальный авторитет. Не выдержав пыток, учёный «раскалывается» и сообщает пароль от флешки с секретными материалами. Джеймс не успевает вмешаться и бандиты убивают Тедворта. После автомобильной и пешей погони по Стамбулу, Бонд схватывает Бернина, но тот уже успевает передать информацию людям заказчика, скрывшимся на вертолёте. Бернин вынужден раскрыть Бонду имя заказчика. Им оказывается русский олигарх Степан Померов. Бонд прилетает в Монако, где сейчас находится Померов. Ми-6 дает в помощь Николь Хантер — владелицу ювелирных салонов и «тусовщицу», которая на самом деле является внештатным агентом британской разведки. Николь близка к Померову и Бонд с её помощью приникает в его казино, где находит доказательства причастности Степана к похищению Тедворта и покупке данных.
В Сибири у Померова открыт нефтеперегонный завод, и Бонд с Николь летят туда с целью сбора разведданных. На самом деле завод оказывается комбинатом биооружия, которое необходимо Степану для невыясненных целей. Джеймс уничтожает завод и побеждает в противостоянии Померова, когда тот пытается сбежать на экраноплане с произведенным биооружием.
Но Померов являлся заказчиком похищения Тедворта, а Бернин был всего лишь посредником. Бонд собирается самостоятельно выяснить имя самого похитителя. В Бангкоке он объединяет свои усилия с китайским полковником Фу Сан Пином, от которого узнает, что за всем стоит монгольский бизнесмен Виктор Ракк, пользующийся в Таиланде большим влиянием.
Во время встречи на полковника совершают покушение неизвестные агенты, оказавшиеся людьми Ракка. После гибели Пина, единственным человеком знавшим про монгольца, остается Силк, старый «друг» Бонда. Силк сдаёт местонахождение Ракка, но после ухода Бонда приказывает своим людям ликвидировать агента. Прорвавшись сначала через боевиков Силка, а затем Ракка, Бонд настигает монгольца, но попадает в ловушку и лишенный сознания, вывозится в лагерь наёмников в Мьянме, где содержатся жертвы Виктора. Кровавый бизнес Ракка основан на похищении учёных и бизнесменов и выпытывании у них информации с целью продажи на «чёрном рынке». Бонду удаётся сбежать из лагеря. Преследуя Ракка, он настигает и убивает его на дамбе в джунглях.
Но на этом история не заканчивается, Бонд выясняет, что Николь Хантер является истинной главой преступной группы похитителей. После автомобильной погони по Монако Джеймс настигает Николь на мосту. Джеймс уговаривает её всё рассказать о синдикате, но Николь в отчаянии заявляет Бонду, что могущественный покровитель теперь убьёт её из-за провала. Во время этого разговора появляется беспилотный дрон и убивает Николь. Расследование Джеймса Бонда продолжается…

## Отзывы
| Сводный рейтинг | Сводный рейтинг | Сводный рейтинг | Сводный рейтинг |
| Издание         | Оценка          | Оценка          | Оценка          |
| Издание         | PC              | PS3             | Xbox 360        |
| --------------- | --------------- | --------------- | --------------- |
| GameRankings    | 62,92 %         | 65,97 %         | 64,45 %         |